# Терачина
Терачина (итал. Terracina) је насеље у Италији у округу Латина, региону Лацио.
Према процени из 2011. у насељу је живело 30980 становника. Насеље се налази на надморској висини од 5 м.

## Становништво
Према резултатима пописа становништва 2011. у општини је живело 44.233 становника.
| 1931.  | 1936.  | 1951.  | 1961.  | 1971.  | 1981.  | 1991.  | 2001.  | 2011.  |
| ------ | ------ | ------ | ------ | ------ | ------ | ------ | ------ | ------ |
| 17.244 | 23.549 | 26.492 | 29.751 | 33.465 | 36.840 | 37.077 | 36.633 | 44.233 |

## Партнерски градови
- Јурмала
- Кабур
- Хур
- Mayrhofen
- Mondorf-les-Bains
- Печуј
- Сергијев Посад
- Ексетер
- Béjaïa
- Бад Хомбург
- Бресаноне